# Vendas Novas
Pour les articles homonymes, voir Vendas Novas (homonymie) et Novas.
Vendas Novas est une municipalité (en portugais : concelho ou município) du Portugal, située dans le district d'Évora et la région de l'Alentejo.

## Géographie
Vendas Novas est limitrophe :
- à l'est, de Montemor-o-Novo,
- au sud, d'Alcácer do Sal,
- à l'ouest, de Palmela,
- au nord-ouest, de la partie orientale de Montijo.

## Histoire
La municipalité a été créée en 1962, par démembrement partiel de la municipalité de Montemor-o-Novo.

## Démographie
| 1970  | 1981   | 1991   | 2001   | 2004   | 2011   |
| ----- | ------ | ------ | ------ | ------ | ------ |
| 8 587 | 10 933 | 10 476 | 11 619 | 11 957 | 11 846 |

## Subdivisions
La municipalité de Vendas Novas groupe 2 paroisses (freguesia, en portugais) :
- Landeira
- Vendas Novas